# Hansa-Theater (Berlin)

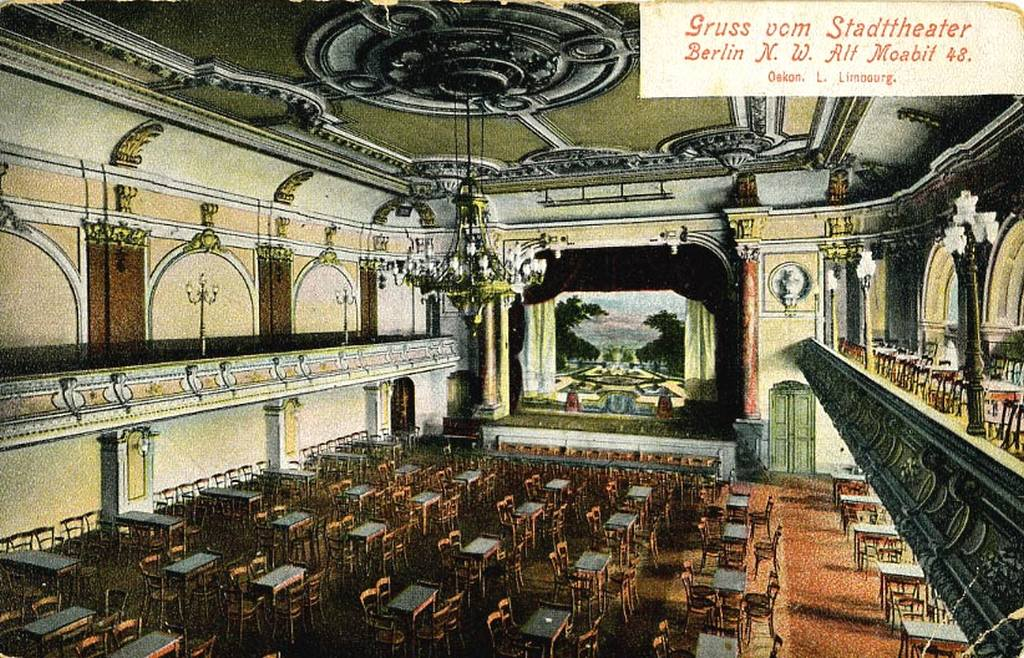
Stadttheater Moabit, Blick in den Saal 1907

Das Hansa-Theater in Berlin-Moabit, heutige Adresse: Alt-Moabit 48, war ein Volkstheater. Aufgrund seiner namhaft besetzten Komödienaufführungen galt es, bis in die 1980er Jahre, als das bekannteste Boulevardtheater West-Berlins. Der Spielbetrieb endete 2009, Zuschauerraum (mit Rang und Plüschsessel-Parkett) und Guckkastenbühne wurden im Mai 2020 abgerissen, um einem Wohnungsneubau Platz zu machen.
Als Theater genutzt wurde der Bau zwischen 1888 und 1912 sowie von 1963 bis 2009. Von 1923 bis 1961 beherbergte das Haus ein Kino. Auf der Bühne standen Stars wie Axel von Ambesser, Eddi Arent, Dagmar Biener, die junge Marlene Dietrich, Heinz Erhardt, Paul Esser, Herbert Fritsch, Brigitte Grothum, Maria Mallé, Herbert Köfer, Waltraut Haas, Boleslaw Barlog, Harald Juhnke, Ruth Niehaus, Winnie Markus, Brigitte Mira, Ilja Richter, Angelika Milster und Hansi Jochmann.

## Geschichte
1888 baute die Kronenbrauerei Berlin einen Festsaal mit 424 Sitzplätzen und 1.364 Stehplätzen. Ein Jahr später avancierte der Saal zum Stadttheater Moabit. Auf dem Spielplan standen volkstümliche und Operetten.
Der Umbau zu einem Kino (Filmpalast Hansa, später Filmbühne Hansa), mit rund 1.000 Sitzplätzen, geschah 1923. Nach Einstellung des Kinobetriebs 1961 und abermaligem Umbau wurden die Räumlichkeiten ab 1963 erneut als Theaterspielstätte genutzt.
In genanntem Jahr eröffnete Paul Esser das Privattheater Schauspielhaus Hansa, mit 500 Sitzplätzen. Ab 1974 firmierte das Theater unter der Bezeichnung Hansa-Theater. Unter Beibehaltung des humoristischen Schwerpunkts, konnte Horst Niendorf, seit 1981 als neuer Intendant, die Bühne erfolgreich weiterführen. Die Bühne galt jahrzehntelang als erste Adresse unter den Boulevard-Theatren West-Berlins und stand bis in die 1980er Jahre hoch in der Zuschauergunst.
Ein sich wandelnder Publikumsgeschmack führte seit den 1990er Jahren zum langsamen Abstieg des Hauses. Niendorfs 1995 angetretener Nachfolger, Klaus Rumpf, reagierte darauf, indem er das bisherige Volkstheater- und Possenrepertoire um Bühnenadaptionen erfolgreicher Kinofilme, wie Misery, ergänzte. Die Bemühungen, damit auch jüngere Gäste neben dem gealterten Stammpublikum zu gewinnen, blieben letztlich aber erfolglos. Darum übergab Niendorf, nach vier Jahren an der Theaterspitze, die Leitung an die Brüder Pietro und Claudio Maniscalco. Diese ließen die Spielstätte nochmals aufwändig renovieren und benannten das Haus dann in Berlins Volkstheater Hansa um. Nachdem das Comeback, auch dank der starbesetzten Revue Heinz Rühmann – Der Clown anfangs zu gelingen schien, legte Claudio Maniscalco im Sommer 2001 unerwartet die künstlerische Leitung nieder. Grund war ein anhaltender Streit, über die inhaltliche Ausrichtung des Bühnenbetriebs, mit seinem Bruder, der die kaufmännische Leitung des Hauses innehatte. Seine Nachfolge trat der Schauspieler Fred Yorgk an, der mit musikalisch unterlegtem Volkstheater das Publikum gewinnen wollte.
Einen entscheidenden Schlag erhielt das Haus im Februar 2002 versetzt, als der Berliner Senat unter Klaus Wowereit und Finanzsenator Thilo Sarrazin, im Rahmen seines neuen strikten Sparkurses, dem Theater die finanzielle Unterstützung strich. Ein Senatsgutachten hatte die künstlerische Leitung als „zäh, müde, verstaubt und platt“ kritisiert und damit dem Ensemble die Subventions- und Erhaltungswürdigkeit abgesprochen. Daraufhin meldete Pietro Maniscalco für die Berlin Volkstheater Hansa GmbH Insolvenz an. In der Berliner Kulturszene hatte das Hansa-Theater schon seit Ende der 1990er Jahre als „verschlafene Rentnerbude“ gegolten. Zurückblickend betrachtet, war die Spielstätte spätestens ab diesem Zeitpunkt einem langsamen Untergang geweiht. In den Folgejahren vermochten es mehrere, in rascher Folge wechselnde künstlerische Leiter nicht, den Theaterbetrieb ohne die bisherigen Senatsgelder wirtschaftlich zu gestalten.
Mit einer Abkehr vom traditionellen Volkstheater versuchte André Freyni, zwischen August 2002 und Herbst 2003 neuer Theaterleiter, das Ruder herumzureißen. Angelsächsische Komödien, wie Peter Shaffers Komödie im Dunklen und Sean O’Caseys Das Ende vom Anfang, sollten das erlahmte Zuschauerinteresse wiederbeleben. Zuletzt stand dann aber wieder, in Gestalt einer „Posse mit Gesang“ (Ein Eisbär in Berlin), ein typisches Boulevardstück auf dem Spielplan. Wegen mehrere Monate nicht gezahlter Mieten ließ der seinerzeitige Hauseigentümer, der Filmproduzent Artur Brauner, das Theater im November 2003 schließen.
Im Juni 2004 übernahm Christian Alexander Schnell die Intendanz. Sein Versuch, mit Musical-Premieren, Film-Adaptionen und modernen Komödien dem Haus einen neuen Charakter zu verleihen, scheiterte nach nur einem Jahr.
Einen letzten Anlauf unternahm 2007 der Theatermacher HP Trauschke. Unter dem Label Engelbrot sollte sich das ehemalige Hansa-Theater mit einer Kombination aus wechselnden Gastspiel-Aufführungen, Vermietung und Party-Events selbst finanzieren. Laut 3SAT hat das Engelbrot den Sound der Berliner Theaterlandschaft verändert. Der Versuch endete 2009, nachdem der neue Eigentümer die Miete auf 10.000 € erhöhen wollte.
Seitdem war das Theater geschlossen. Ein 2011 gemachter Vorstoß des Regisseurs Horst Ruprecht, dem Theater mit einem jungen festen Ensemble neues Leben einzuhauchen, kam über Planungen nicht hinaus.
Nach elf Jahren Leerstand wurde der im Hinterhof gelegene Theatersaal schließlich im Mai 2020 abgerissen, um einem Wohnungsneubau Platz zu machen.

## Intendanten seit Wiedereröffnung 1963
- 1963–1981 Paul Esser
- 1981–1995 Horst Niendorf
- 1995–1999 Klaus Rumpf
- 1999–2001 Claudio Maniscalco
- 2001–2002 Fred Yorgk
- 2002–2003 André Freyni (Direktor)
- 2004–2005 Christian Alexander Schnell
- 2007–2009 HP Trauschke

## Programme
- 1966: Gerhart Hauptmann: Der Biberpelz – (Inszenierung: Herbert Ballmann, mit Edith Schultze-Westrum, Paul Esser, Ellen Esser, Dagmar Biener, Peter Wesp, Martin Rosen, Adriane Rimscha u. a.)[20]
- 2007–2009 Galaabende mit "Theater Engelbrot und Spiele", betrieben von Friedrich Liechtenstein, Knut Hetzer, Ludo Vici und HP Trauschke